# Oh Kyu Won
Oh Kyu Won (en hangul, 오규원; 29 de diciembre de 1941-2 de febrero de 2007) fue un escritor surcoreano.

## Biografía
El nombre original de Oh Kyu Won era Oh Gyuok. Nació el 29 de diciembre de 1941 en Miryang, provincia de Gyeongsang del Sur. Asistió a la escuela de profesores de Busan antes de graduarse de Derecho en la Universidad Dong-a. Fue el presidente de la editorial Mujangsa y también trabajó como profesor en el departamento de Escritura creativa del Instituto de las Artes de Seúl.

## Obra
Sus primeros poemas usan un lenguaje ingenioso e irónico para destruir las formas establecidas y criticar la bajeza y el vacío de la cultura consumista capitalista. A través de un proceso de deconstrucción y regeneración de su material poético, remodela palabras cotidianas e imágenes reconocibles para producir imágenes de la "inconsciencia de la modernidad", y así atrapar ciertas realidades de la vida corriente y de nuestro paisaje mental que normalmente pasan inadvertidas. Así pues, sus poemas derivan de lo cotidiano, pero recreándolo y dándole un concepto nuevo. La ironía es otra de sus técnicas para criticar los ideales falsos y fetichistas del mundo. Al descubrir los aspectos mundanos y banales con su ojo analítico, sacándolos fuera de nuestra "inconsciencia de la modernidad", captura las características contradictorias y complejas del pequeño burgués moderno y nos ayuda a redescubrir nuestras propias vidas. Sus poemas también demuestran la influencia de la fábula y la fascinación con las palabras comunes, que le sirven a menudo como elementos de parodia y crítica irónica.
Recibió varios premios, como el premio de Literatura Contemporánea y el premio literario Yeonam., así como el Premio de Cultura y Artes de Corea y el premio Yi Sang de literatura.

## Obras en coreano (lista parcial)
Recopilaciones y antologías
- El caso evidente (Bunmyeonghan sageon)
- Una peregrinación (Sullye)
- La técnica del amor (Sarangui gigyo)
- A un chico que no es un príncipe (Wangjaga anin han aiege)
- Un poema lírico escrito en esta tierra (I ttange ssuieojineun seojoengsi)
- Vivir creando esperanza (Huimang mandeulmyeo salgi)
- La vida bajo el cielo (Hanuel araeui saeng).

Ensayos críticos
- Realidad y estoicismo, lenguaje y vida
- Métodos de composición poética moderna

## Premios
- Premio de Literatura Contemporánea
- Premio Literario Yeonam
- Premio Literario de Cultura y Arte de Corea
- Premio Literario Yi Sang